# Montagne de Montoz
Le Montoz est une chaîne de montagnes situé dans le Jura bernois, en Suisse.

## Localisation
Il s'élève du col de Pierre Pertuis jusqu'au Weissenstein. C'est une longue chaîne formée d'un plateau bosselé et irrégulier, dont la largeur atteint parfois un kilomètre. Une large ceinture de forêts entoure toute la montagne, dont le versant nord s'abaisse vers la Birse et une partie du versant sud vers la Suze.
Le Montoz est d'un accès facile grâce aux nombreuses « charrières » qui sillonnent ses pentes.